# Renata Sorrah
Renata Leonardo Pereira Sochaczewski (n. 21 februarie 1947) este o actriță braziliană.